# Ace Rusevski
Ace Rusevski (ur. 30 listopada 1956 w Kumanowie) – jugosłowiański bokser, medalista igrzysk olimpijskich w 1976 i mistrz Europy z 1977.
Zdobył brązowy medal w kategorii piórkowej (do 57 kg) na mistrzostwach Europy juniorów w 1974 w Kijowie.
Na igrzyskach olimpijskich w 1976 w Montrealu zdobył brązowy medal w wadze lekkiej (do 60 kg). Po wygraniu czterech walk uległ w półfinale Howardowi Davisowi ze Stanów Zjednoczonych.
Zwyciężył w tej kategorii na mistrzostwach Europy w 1977 w Halle. Pokonał m.in. Ryszarda Tomczyka w ćwierćfinale i Christiana Zornowa z NRD w finale. Na mistrzostwach świata w 1978 w Belgradzie przegrał drugą walkę z późniejszym mistrzem Davidsonem Andehem z Nigerii.
Od 1979 Rusevski walczył w kategorii lekkopółśredniej (do 63,5 kg). Odpadł w niej w pierwszej walce z Karlem-Heinzem Krügerem z NRD na mistrzostwach Europy w 1979 w Kolonii. Zwyciężył na igrzyskach śródziemnomorskich w 1979 w Splicie. Na igrzyskach olimpijskich w 1980 w Moskwie przegrał w ćwierćfinale z późniejszym mistrzem Patrizio Olivą.
Rusevski był mistrzem Jugosławii w wadze lekkiej w 1977 i 1978 oraz w wadze lekkopółśredniej w 1979 i 1980, a także wicemistrzem w wadze piórkowej w 1974 i w wadze lekkiej w 1976.
W latach 1981–1987 walczył jako zawodowy bokser w kategorii półśredniej. Jego rekord to 18 zwycięstw (8 przez KO) 2 porażki i 3 remisy. Zadebiutował 5 marca 1981 roku w walce z Jeanem Michelem Igerem. Wygrał kolejnych 14 pojedynków. Pierwszej porażki doznał 5 maja 1985 roku z Felixem Reyesem. Ostatnią walkę stoczył 23 czerwca 1987 roku z Bobbym Jonesem. Wygrał po 8 rundach na punkty. Po walce zakończył sportową karierę. Po rozpadzie Jugosławii został obywatelem Macedonii.